# Bayle (fortifications)
Pour les articles homonymes, voir Bayle.
Le bayle (aussi baile, baille, beille ou belle) est un terrain clos compris entre les différentes enceintes fortifiées, dans l'art militaire du Moyen Âge.
Les forteresses importantes avaient deux bayles, le premier compris entre la première et la seconde enceinte et le second, ou bayle intérieur ou encore place d'armes, entre la seconde enceinte et le donjon. Parfois, il existait trois bayles. Le bayle peut servir de basse-cour et contenir des dépendances.